# Ментор
Ме́нтор (от др.-греч. Μέντωρ) — персонаж древнегреческой мифологии с острова Итаки — сын Алкима, старый друг Одиссея. В качестве нарицательного имя получило распространение после появления романа Франсуа Фенелона «Приключения Телемака».

## Биография

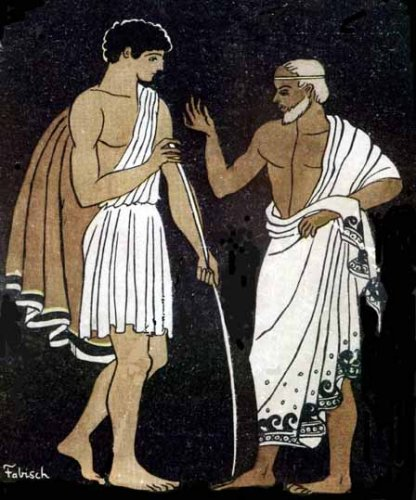
Телемах и Ментор

Одиссей, отправляясь в Трою, поручил Ментору заботы о доме и хозяйстве. Поэтому Ментор старался препятствовать назойливым женихам Пенелопы; он же был воспитателем Телемаха, сына Одиссея.
У Гомера наружность Ментора часто принимает покровительствовавшая Одиссею Афина Паллада, являясь к Одиссею или Телемаху. Так, в виде Ментора Афина помогает Одиссею в его борьбе с женихами и старается примирить его с народом; под видом Ментора она сопровождает Телемаха в Пилос, в Пилосе улетает орлом. На Итаке Афина принимает образ Телемаха, затем превращается в ласточку.

## Образ и имя в культуре
Имя Ментор часто употребляется как нарицательное, в смысле наставника или руководителя юношества.